# Communauté de communes du Pays de Sainte-Odile
La communauté de communes du Pays de Sainte-Odile est une communauté de communes française, située dans le département du Bas-Rhin et la région Grand Est et comporte 6 communes.

## Histoire
La communauté de communes du Pays de Sainte-Odile a été créée le 16 décembre 1998 et a succédé au SIVOM du secteur d'Obernai fondé en 1973.
Autres Evènements marquants
- Décembre 2010 : Ouverture de L'O Espace Aquatique
- Mars 2024 : Ouverture du Res'O. Espace Entreprises avec location de bureaux et de postes en co-working.

## Territoire communautaire

### Composition
La communauté de communes est composée des 6 communes suivantes :

| Nom             | Code Insee | Gentilé           | Superficie (km2) | Population (dernière pop. légale) | Densité (hab./km2) |
| --------------- | ---------- | ----------------- | ---------------- | --------------------------------- | ------------------ |
| Obernai (siège) | 67348      | Obernois          | 25,74            | 12 303 (2022)                     | 478                |
| Bernardswiller  | 67031      | Bernardswillerois | 5,53             | 1 466 (2022)                      | 265                |
| Innenheim       | 67223      | Innenheimois      | 6,24             | 1 240 (2022)                      | 199                |
| Krautergersheim | 67248      | Chouvillois       | 6,37             | 1 767 (2022)                      | 277                |
| Meistratzheim   | 67286      | Meistratzheimois  | 12,82            | 1 537 (2022)                      | 120                |
| Niedernai       | 67329      | Niedernois        | 11,33            | 1 239 (2022)                      | 109                |

N.B. Innenheim est séparé du reste de la communauté de communes par Bischoffsheim (qui appartient à la Communauté de communes des Portes de Rosheim).

### Démographie
| 1968   | 1975   | 1982   | 1990   | 1999   | 2010   | 2015   | 2016   | 2017   |
| ------ | ------ | ------ | ------ | ------ | ------ | ------ | ------ | ------ |
| 10 872 | 12 736 | 14 181 | 15 066 | 16 836 | 17 600 | 17 731 | 17 971 | 18 357 |

| 2018   | 2019   | 2020   | 2023   | - | - | - | - | - |
| ------ | ------ | ------ | ------ | - | - | - | - | - |
| 18 452 | 18 868 | 19 157 | 19 960 | - | - | - | - | - |

## Administration

### Siège
Le siège de la communauté de communes est à Obernai, 38 rue du Maréchal Koenig.

### Tendances politiques
| Commune         | Maire             | Étiquette | Étiquette |
| --------------- | ----------------- | --------- | --------- |
| Bernardswiller  | Norbert Motz      |           | SE        |
| Innenheim       | Jean-Claude Jully |           | SE        |
| Krautergersheim | René Hoelt        |           | DVD       |
| Meistratzheim   | Claude Krauss     |           | SE        |
| Niedernai       | Valérie Ruscher   |           | SE        |
| Obernai         | Bernard Fischer   |           | LR        |

### Conseil communautaire
Les 26 conseillers titulaires sont ainsi répartis selon le droit commun comme suit :
| Nombre de conseillers | Communes                                       |
| --------------------- | ---------------------------------------------- |
| 13                    | Obernai                                        |
| 3                     | Bernardswiller, Krautergersheim, Meistratzheim |
| 2                     | Innenheim, Niedernai                           |

### Élus
La communauté de communes est administrée par son conseil communautaire constitué en 2020 de 26 conseillers communautaires, qui sont des conseillers municipaux représentant chacune des communes membres.
À la suite des élections municipales de 2020 dans le Bas-Rhin, le conseil communautaire du 22 juillet 2020 a réélu son président, Bernard Fischer, maire d'Obernai, ainsi que ses 5 vice-présidents. Depuis cette date, la liste des vice-présidents est la suivante :
|     | Attributions                               | Identité          | Qualité                  |
| --- | ------------------------------------------ | ----------------- | ------------------------ |
| 1er | PETR, tourisme, économie et representation | René Hoelt        | Maire de Krautergersheim |
| 2e  | Urbanisme                                  | Jean-Claude Jully | Maire d'Innenheim        |
| 3e  | Développement et cadre de vie              | Valérie Ruscher   | Maire de Niedernai       |
| 4e  | Environnement et gestion des déchets       | Norbert Motz      | Maire de Bernardswiller  |
| 5e  | Eau et assainissement                      | Claude Krauss     | Maire de Meistratzheim   |

Ensemble, ils forment le bureau communautaire pour la période 2020-2026.

### Liste des présidents
| Période                                  | Période  | Identité        | Étiquette       | Qualité |
| ---------------------------------------- | -------- | --------------- | --------------- | --- |
| Les données manquantes sont à compléter. |          |                 |                 | |
| 2001                                     | En cours | Bernard Fischer | RPR puis UMP-LR | Maire d'Obernai (2001 → ) Conseiller général (1998 → 2015) puis départemental d'Obernai (2015 → 2021) Réélu pour le mandat 2020-2026 |

### Compétences
En dehors des compétences obligatoires, la Communauté de Communes du Pays de Sainte Odile s'investit dans les domaines suivants :
- Gestion de la production et de l'acheminement de l'eau potable
- Gestion de l'assainissement
- Gestion du service des ordures ménagères et développement durable
- Accueil Périscolaires
- Accueil de Loisirs Sans Hébergement été (ALSH)
- Animation jeunes
- Relais Assistants Maternel (RAM)
- Construction et entretien des pistes cyclables
- Promotion du tourisme - soutien aux associations
- Urbanisme et Plan Local d'Urbanisme (PLUi)
- Exploitation de l'Aire d'Accueil des Gens du Voyage d'Obernai
- Développement économique - Transport, habitat, aménagement des zones d'activités
- Aménagement numérique du territoire
- Gestion des Milieux Aquatiques et Prévention des Inondations (GEMAPI)
- Maison des Services Au Public
- Equipement aquatiques Piscine Plein-Air et L'O Espace aquatique
- Mobilités

### Transports
La communauté de communes est devenue autorité organisatrice de la mobilité (AOM).

#### Impact énergétique et climatique

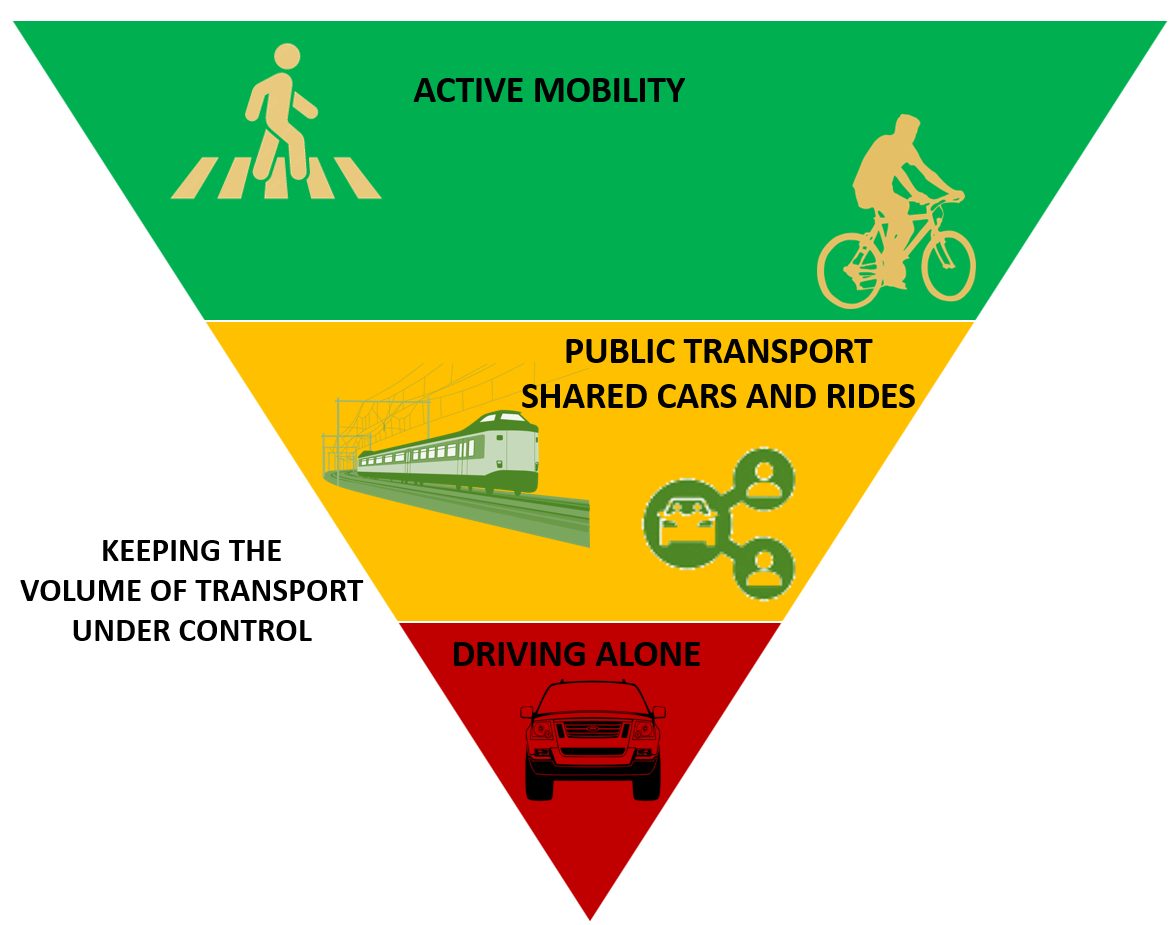
Pyramide de la mobilité, proposée par le projet européen Share North.

| -                              | Transports routiers | Autres transports |
| ------------------------------ | ------------------- | ----------------- |
| Carburant (GWh)                | 194                 | 2                 |
| Électricité (GWh)              | 0                   | 0                 |
| Gaz à effet de serre (ktéqCO2) | 49                  | 0                 |

## Énergie et climat
Dans le cadre du schéma régional d'aménagement, de développement durable et d'égalité des territoires (SRADDET) du Grand Est, ATMO Grand Est tient à jour les statistiques énergétiques  des établissements publics de coopération intercommunale de la collectivité européenne d'Alsace sous forme de diagramme de flux.
L'énergie finale annuelle, consommée en 2020, est exprimée en gigawatts-heures,.
| -                          | GWh |
| -------------------------- | --- |
| Électricité                | 183 |
| Carburants ou combustibles | 471 |
| Chaleur primaire           | 12  |

L'énergie produite en 2020 est également exprimée en gigawatts-heures.
| -                          | GWh |
| -------------------------- | --- |
| Électricité                | 4   |
| Carburants ou combustibles | 11  |
| Chaleur primaire           | 33  |

Les gaz à effet de serre sont exprimés en kilotonnes équivalent CO2.
| -                     | ktéqCO2 |
| --------------------- | ------- |
| Liées à l'énergie     | 106     |
| Non liées à l'énergie | 12      |